# Kornelia (matka Grakchów)
Kornelia, łac. Cornelia (zm. ok. 100 p.n.e.) – rzymska arystokratka, córka Scypiona Afrykańskiego Starszego, żona Tyberiusza Semproniusza Grakchusa, matka Tyberiusza i Gajusza Grakchów, znana pod mianem „matki Grakchów”. 
Uważana za pierwszą Rzymiankę, o której wiadomo, że odgrywała istotną rolę w swoich czasach. W pewnym stopniu wpływała na działalność polityczną swoich synów. Dobrze wykształcona, gromadziła wokół siebie elitę intelektualną ówczesnego Rzymu. Zarazem oddana rodzinie i wychowaniu dzieci, stała się wzorem rzymskiej matrony.

## Życiorys
Pochodziła z rodu patrycjuszowskiego, była młodszą córką Scypiona Afrykańskiego Starszego i jego żony, Emilii Tertii, dokładna data jej narodzin nie jest znana. W młodym wieku poślubiła dużo starszego od siebie Tyberiusza Semproniusza Grakchusa. Małżeństwo z politykiem o wielkich zdolnościach i świetnie rozwijającej się karierze było zapewne zaplanowane przez jej ojca, który ponadto hojnie ją wyposażył. 
Związek z Grakchusem uchodził za udany, mąż miał ją darzyć mocnym uczuciem, co odzwierciedlała późniejsza legenda, wedle której świadomie wybrał śmierć, by ocalić żonę. Kornelia urodziła dwanaścioro dzieci (sześciu synów, sześć córek), lecz tylko troje z nich dożyło dojrzałości – dwaj synowie, Tyberiusz i Gajusz, oraz córka Sempronia, która około 152 roku poślubiła Scypiona Afrykańskiego Młodszego.
Po śmierci męża (154) nie zdecydowała się na ponowne zamążpójście, choć jej uroda, wykształcenie i koligacje sprawiały, że nie brakowało kandydatów do jej ręki. Wśród nich znalazł się jeden z przedstawicieli dynastii Ptolemeuszy – Ptolemeusz VIII, przebywający wówczas w Rzymie, władca Cyrenajki, skonfliktowany ze swoim bratem i poddanymi. Zapewne liczył na to, że mariaż ten wzmocni poparcie elit republiki dla jego sprawy. Kornelia odrzuciła jednak jego propozycję, uważając związek z obcym monarchą za hańbiący dla rzymskiego społeczeństwa. Poświęciła się wychowaniu dzieci, na które, wedle przekazu Plutarcha, miała wielki i dodatni wpływ, szczególnie na Tyberiusza i Gajusza, bardzo do niej przywiązanych. Starała się swoich synów otaczać wykształconymi ludźmi, sprowadzała dla nich także greckich nauczycieli, wychowując ich zarazem w duchu tradycji starorzymskich.
Po śmierci Tyberiusza (133) opuściła na stałe Rzym. Zamieszkała w willi w Misenum. Czas poświęcała na zajęcia umysłowe, korespondencję i spotkania z przyjaciółmi, ludźmi z elity umysłowej republiki, jak również greckimi filozofami, których gościła. Tam też doszły do niej wieści o śmierci Gajusza (122). Zmarła około 100 roku.

## Rola polityczna

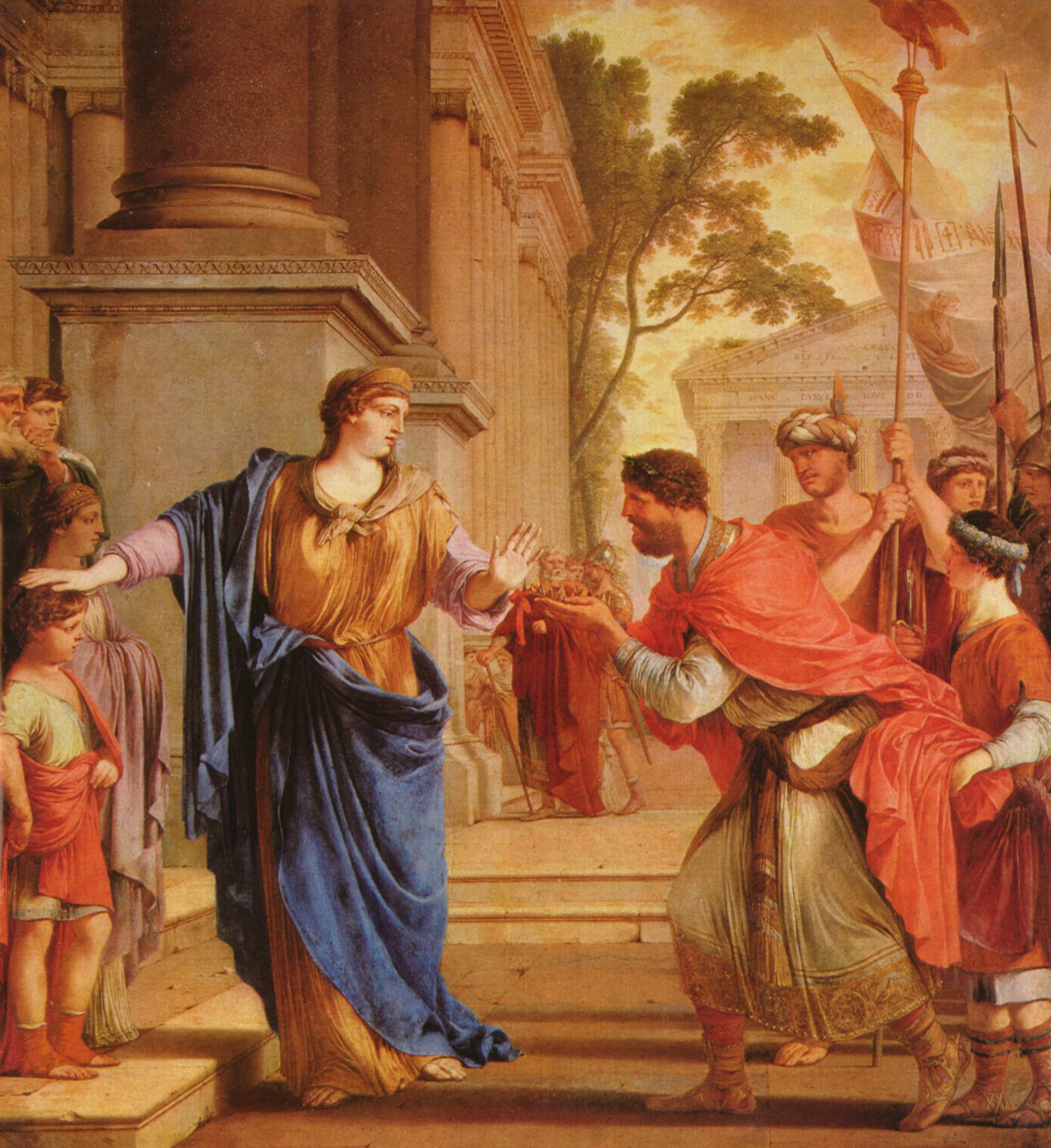
Laurent de La Hyre, Kornelia odrzuca koronę Ptolemeuszy, 1646

Kornelia była pierwszą Rzymianką, o której wiadomo, że z pewnością odgrywała znaczącą rolę w swoich czasach. Jej wysoka pozycja społeczna wynikała z pochodzenia i koligacji – znaczenia i sława ojca (a także zięcia) oraz przynależności (poprzez małżeństwo) do jednego z najznaczniejszych rodów plebejskich – jak również z zalet osobistych, nieprzeciętnej inteligencji, wykształcenia. Przysłuchiwała się dysputom „kręgu Scypiona” – uczonych przyjaciół swego zięcia. Sama również organizowała spotkania, które gromadziły elitę intelektualną Rzymu tych czasów.
W trakcie karier politycznych Tyberiusza i Gajusza zapewne popierała ich zamysły, niektóre źródła podają, że miała podsycać ambicje synów, jednakże nie we wszystkim się z nimi zgadzała – jej sprzeciw budziły zbyt gwałtowne działania. Najpewniej kierowała nią świadomość tego, że w ten sposób może wzrosnąć niechęć do Grakchów i, co za tym szło, niebezpieczeństwo dla rodziny. Nie jest do końca pewne, czy angażowała się w czynne działania, jakkolwiek wywierała pewien wpływ na synów oraz częściowo na zięcia. Wedle niektórych przekazów, to właśnie za sprawą jej nalegań Gajusz Grakchus, będący wówczas trybunem ludowym, miał wycofać propozycję ustawy wymierzonej w Marka Oktawiusza (przeciwnika jego brata) a zakazującej piastowania wszelakich urzędów tym obywatelom, którzy zostali usunięci przez lud z zajmowanych wcześniej stanowisk. 
Niektóre przekazy zawierają także poważniejsze posądzenia: o otrucie, razem z córką, zięcia Scypiona Afrykańskiego Młodszego, gdy ten zmierzał do wystąpienia przeciw reformie Tyberiusza oraz posyłanie Gajuszowi żołnierzy w przebraniach żniwiarzy. Prawdopodobnie były to jednak historie rozpowszechniane przez wrogów Grakchów, którzy chcieli zniesławić zarówno ich, jak i ich matkę. Możliwe, że pojawiły się już w następnych pokoleniach, nie zaś wśród współczesnych Kornelii i jej synom.

## Wzór

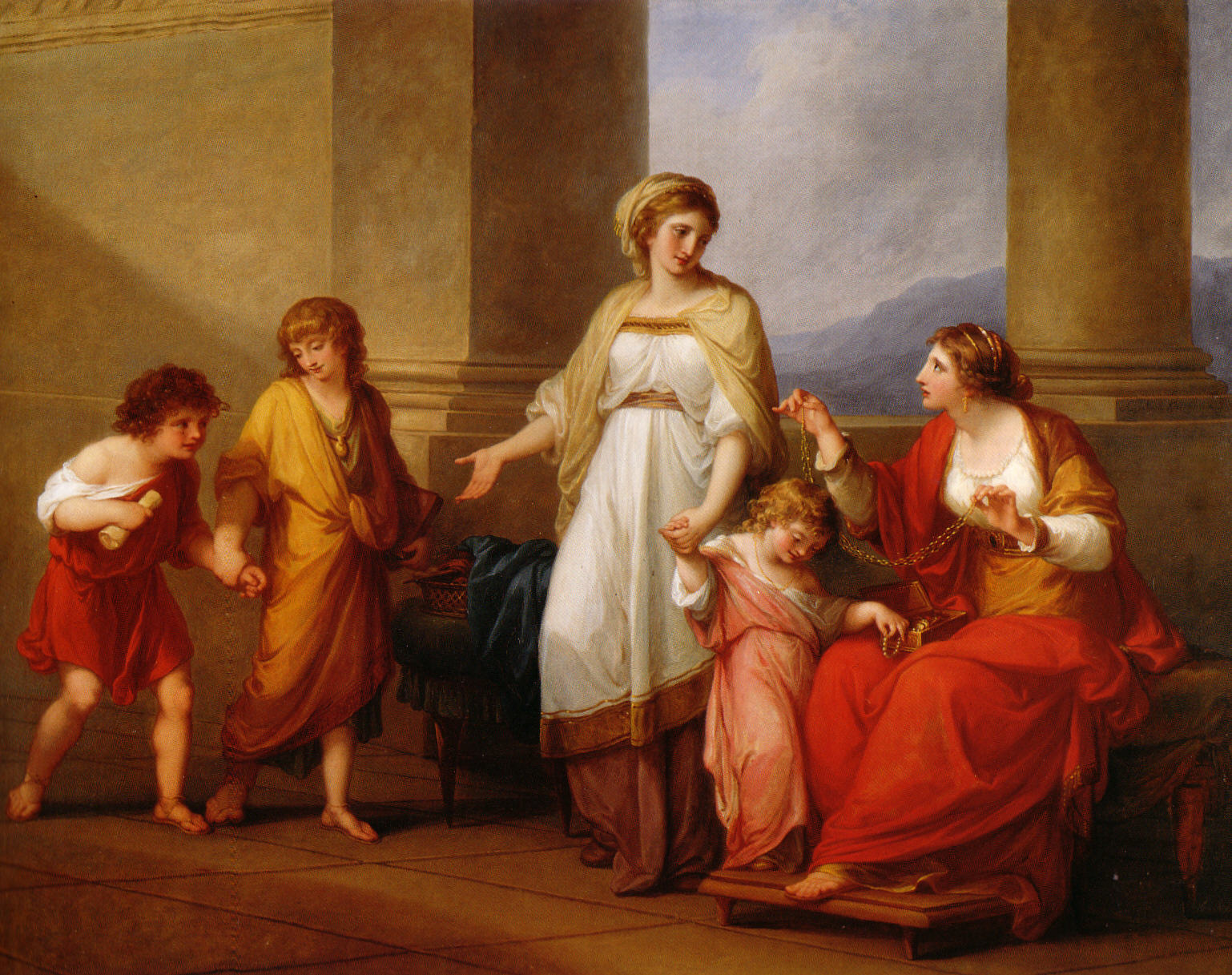
Angelika Kauffmann, Matka Grakchów, 1779

Pośmiertnie została uczczona spiżowym posągiem, który umieszczono w portyku Metellusa, otaczającym świątynie Jowisza Statora i Junony Regina w Rzymie. Na jego kamiennym piedestale wyryto prostą inskrypcję: „Cornelia Africani fi(lia) Gracchorum (mater)”. U schyłku republiki rzeźba została przeniesiona przez Oktawiana do ukończonego około 33 roku p.n.e. portyku Oktawii. Zachowanie tego posągu można uznać za wyraz oficjalnego spojrzenia na rolę kobiety w społeczeństwie rzymskim. Wedle opisu Pliniusza przedstawiała Kornelię w pozycji siedzącej, w sandałach bez rzemyków, na co zwrócił uwagę. Zachował się z niej jedynie piedestał, odkryty w 1878 roku, choć kształt liter z inskrypcji może wskazywać na to, że posąg wykonano później niż w II wieku p.n.e. lub też sam napis pochodzi z jednej z jego późniejszych kopii. Ta niezachowana rzeźba uznawana jest za jedyny posąg Rzymianki, który powstał w czasach republiki, przy pominięciu podobizn heroin żyjących w okresie królewskim i wczesnorepublikańskim.

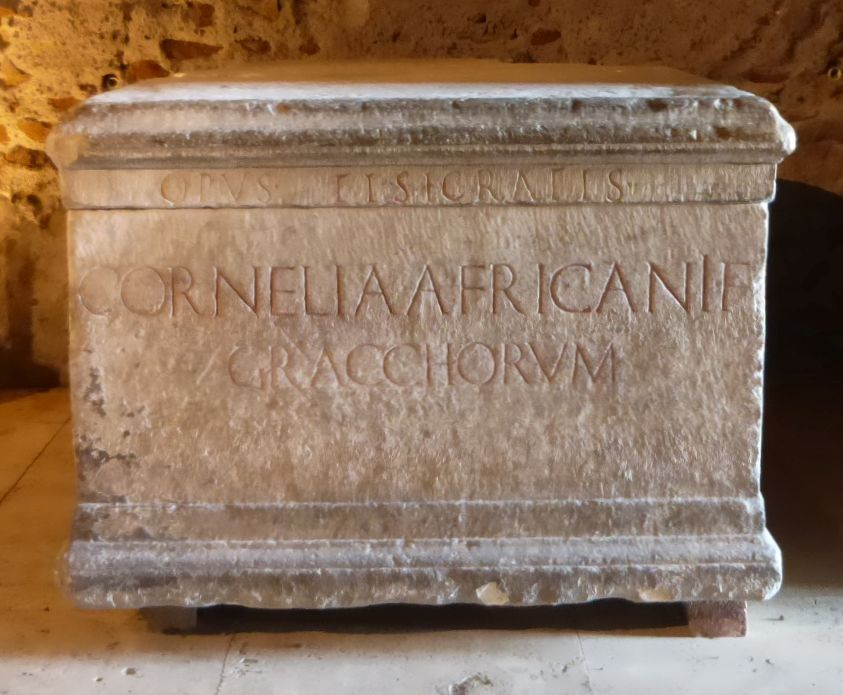
Piedestał niezachowanego posągu Kornelii

Kornelię, bardziej znaną pod mianem „matki Grakchów”, powszechnie uznawano za jedną z najszlachetniejszych Rzymianek. Otaczał ją nimb legendy, jak również szacunek ze względu na jej ojca oraz synów. Stała się  wzorem matrony dla współczesnych i potomnych, porównywano ją do Penelopy. Podkreślano jej wielkoduszność, poświęcenie i męstwo, jak również przywiązanie do dzieci. Świadectwem tego były liczne anegdoty, najczęściej o niepewnej wiarygodności. Wedle jednej z nich, podczas wizyty arystokratki z Kampanii, chwalącej się piękną biżuterią, Kornelia miała wskazać na swoje dzieci i odrzec, że one są jej klejnotami, a innych nie potrzebuje. Kornelia była także symbolem nieszczęśliwej matki, która jednak potrafiła panować nad bólem po straconych dzieciach, zachowując dumę z dokonań synów, o czym miał świadczyć sposób jej opowiadania o nich. 
Skupienie przez nią wokół siebie szerokiego kręgu przyjaciół najprawdopodobniej było powszechnie akceptowane, bowiem nie występowała przeciw ówczesnemu porządkowi i nie angażowała się w intrygi polityczne, przekazywała też wartości, jakich oczekiwano od rzymskich kobiet, nie kwestionując męskiej dominacji w społeczeństwie (w swoich mowach miała skupiać się na uwypuklaniu zasług mężczyzn ze swojej rodziny, nie zaś własnych). Plutarch, który w jednym ze swoich pism o małżeństwie zalecał, by żona nie miała własnych przyjaciół, lecz tych samych co mąż, opisując Kornelię odstąpił od tego poglądu, czyniąc z niej wyjątkowy przykład kobiety.
Znane były jej listy, czy też ich fragmenty, z podziwem wyrażał się o nich Cyceron. Uważał, że Kornelia korzystnie wpływała na swoich synów, stając się wzorem wymowy dla nich (stwierdził, że nie tyle zostali wychowani na jej kolanach, co poprzez rozmowy z nią). Podobnie Kwintylian, określając styl jej listów jako wykwintny, dostrzegał wpływ sposobu w jaki się wyrażała na zdolności oratorskie Tyberiusza i Gajusza. W zachowanych częściach dzieła De viris illustribus Korneliusza Neposa znajdują się dwa fragmenty jej listu do Gajusza, lecz ich autentyczność jest niepewna. Przyjmując ich prawdziwość, uznaje się je niekiedy za najstarszą zachowaną pisemną wypowiedź Rzymianki. Seneka Filozof przywoływał postać Kornelii w utworach kondolencyjnych, które napisał dla dwóch arystokratek, Marcji i Helwii.